# Rio das Antas
Rio das Antas este un oraș în Santa Catarina (SC), Brazilia.